# Nawwaf al-Ahmad al-Dżabir as-Sabah
Nawwaf al-Ahmad al-Dżabir as-Sabah (arab. ‏نواف الأحمد الجابر الصباح‎; ur. 25 czerwca 1937 w Kuwejcie, zm. 16 grudnia 2023) – emir Kuwejtu od 30 września 2020 do 16 grudnia 2023, przyrodni brat Sabaha al-Ahmada al-Dżabira as-Sabaha.

## Życiorys
Szejk Nawwaf zdobył wykształcenie w Kuwejcie. Zajmował wiele stanowisk w administracji państwowej. W latach 1962–1978 był gubernatorem Hawalli. Od 19 marca 1978 do 26 stycznia 1988 zajmował stanowisko ministra spraw wewnętrznych. W latach 1988–1991 pełnił funkcję ministra obrony. Od kwietnia 1991 do października 1992 był ministrem pracy i spraw socjalnych. W tym czasie założył szpital przy centrum opieki socjalnej. Od czerwca 1992 do października 1994 zajmował ponownie zajmował stanowisko ministra obrony.
Od października 1994 do lipca 2003 był zastępcą szefa Straży Narodowej. 13 lipca 2003 został mianowany wicepremierem i ministrem spraw wewnętrznych. 16 października 2003 został mianowany pierwszym wicepremierem, zachowując resort spraw wewnętrznych. Pozostał na stanowisku do 2006.
7 lutego 2006 emir Sabah al-Ahmad al-Dżabir as-Sabah mianował go oficjalnym następcą tronu.
30 września 2020, po śmierci Sabaha al-Ahmada al-Dżabira as-Sabaha, został oficjalnie zaprzysiężony jako nowy emir Kuwejtu.

## Odznaczenia
- Order Zayeda (Zjednoczone Emiraty Arabskie, 2007)[4]
- Krzyż Wielki Orderu Zasługi Cywilnej (Hiszpania, 2008)[5]
- Krzyż Wielki Orderu Wyzwoliciela San Martina (Argentyna, 2011)[6]
- Order Państwa Palestyna (Palestyna, 2018)[7]